# Shalako
Shalako é um filme britânico de faroeste, dirigido por Edward Dmytryk, roteirizado por J.J. Griffith, Hal Hopper e Scott Finch, baseado no livro de Louis L'Amour. E estrelado por Sean Connery e Brigitte Bardot.
Produzido em 1968, o filme causou sensação na mídia durante sua produção, por reunir no mesmo elenco a sex symbol da era, Bardot, com Sean Connery, então no auge da popularidade dos filmes de James Bond. Uma bond girl, Honor Blackman, também integra o elenco.

## Sinopse
Um grupo de caçadores formado por aristocratas europeus, é conduzido ao território apache em pleno oeste americano por seu guia, Bosky Fulton (Boyd). Quando a condessa francesa Irina Lazaar (Bardot) resolve explorar o território por ela mesma, é atacada pelos índios e resgatada por Shalako (Connery).
Quando o grupo ignora os seus avisos  para deixar o território indígena, pelo perigo representado pelos apaches, eles atacam, liderados por Chato (Woody Strode). 